# Zwicky, Ltd
Zwicky, Ltd was een Britse firma uit Slough die actief was tussen 1910 en 1970. Het bedrijf maakte brandweerapparaten, tankinstallaties en veegmachines. Vanaf 1937 produceerde men ook pompen. Het bedrijf was vernoemd naar Jean Zwicky, een uit Zwitserland afkomstige ingenieur. In de jaren '50 werd Zwicky overgenomen door G. & J. Weir Holdings.
De machines van Zwicky waren vooral bedoeld voor inzet op vliegvelden. Zo leverde men tankwagens om vliegtuigen op hoog tempo van brandstof te kunnen voorzien. De veegmachines waren bedoeld om de landingsbaan schoon te maken.
De meeste producten werden op bestaande vrachtwagenchassis van bijvoorbeeld AEC en Karrier gebouwd, hoewel Zwicky ook soms volledig nieuwe voertuigen bouwde.